# Аньхой
Аньхо́й (кит. упр. 安徽, пиньинь Ānhuī, палл. Аньхуэй) — провинция на востоке Китая. Место пребывания властей провинции — Хэфэй. Согласно переписи 2020 года в Аньхое проживало 61,027 млн человек.

## Название
Традиционное русское написание этого названия, использующееся в официальных документах на русском, картах и путеводителях — Аньхой, но транскрипция 徽, второго иероглифа названия этой провинции, в соответствии с принятой для русского языка системой Палладия — хуэй, что соответствует произношению этого иероглифа на севернокитайском языке и транскрипции hui по системе пиньинь.

## География
Занимаемая провинцией площадь — 140 455 км². Аньхой весьма разнообразен топографически. Север провинции является частью Северо-Китайской равнины, а северо-центральные районы являются частью водораздела реки Хуай. Оба этих региона очень плоские и густонаселенные. Дальше на юг земля становится более неровной: горы Дабе занимают большую часть юго-западного Аньхоя, а ряд холмов и хребтов пересекают юго-восток провинции. Река Янцзы протекает через южный Аньхой между этими двумя горными районами. Самая высокая вершина провинции — Пик Лотоса, часть Хуаншаня на юго-востоке Аньхоя. Высота — 1864,8 м.
Леса в провинции Аньхой занимают 3,9585 млн га, что составляет 28,65 % её территории.
Основные реки включают реку Хуайхэ на севере и Янцзы на юге. Самым большим озером является озеро Чаоху, расположенное в центре провинции, его площадь составляет 780 км². В юго-восточной части провинции у реки Янцзы также много озер.
Как и в топографии, провинция отличается климатом с севера на юг. Север более умеренный и имеет более чёткие сезоны. Среднегодовая температура — от +14 до +17 °C, годовое количество осадков — от 750 до 1700 мм. Средняя температура января составляет от −1 до −2 °C к северу от реки Хуайхэ и от 0 до +3 °C к югу от этой реки; в июле средняя температура составляет +27 °C или выше. Сезон дождей припадает на июнь и июль, в этот период нередки наводнения.

## История
Долгое время эти земли не составляли единой административной единицы.
После основания империи Мин эти земли также не образовали отдельной провинции, а вошли в территорию, напрямую подчинённую центральным властям в Нанкине (Чжили). После того, как в 1421 году столица была перенесена из Нанкина в Пекин, и на севере тоже была создана территория, напрямую подчинённая центральным властям, к названию ранней непосредственно управляемой территории стали добавлять слово «южная» (Нань чжили).
После завоевания империи Мин маньчжурами южные непосредственно управляемые земли были лишены особого статуса, и стали обычной провинцией, получившей название «Цзяннань». Вскоре стало ясно, что провинция является слишком большой для эффективного управления, и аппарат управляющего провинцией был разделён на «левый» и «правый». В связи с тем, что «левому» административному аппарату подчинялись в том числе Аньцинская и Хойчжоуская управы, по их первым слогам территорию и стали называть «Аньхой»; это разделение произошло постепенно, явочным порядком, никаких официальных документов о создании двух провинций (Цзянсу и Аньхой) вместо одной (Цзяннань) властями империи Цин не издавалось.

## Население
По данным переписи населения КНР 2010 года, первые пять народностей по численности населения в провинции Аньхой были следующие:
| Народность | Население  |
| ---------- | ---------- |
| ханьцы     | 59 104 826 |
| хуэй       | 328 062    |
| мяо        | 13 856     |
| маньчжуры  | 8516       |
| чжуаны     | 6998       |

## Административное деление
Провинция делится на 16 городских округов.
| Карта | №         | Русское название | Китайское название | Пиньинь |
| ----- | --------- | ---------------- | ------------------ | ------- |
|       |           |                  |                    |         |
| 1     | Хэфэй     | 合肥市           | Héféi shì          |         |
| 2     | Аньцин    | 安庆市           | Ānqìng shì         |         |
| 3     | Бэнбу     | 蚌埠市           | Bèngbù shì         |         |
| 4     | Бочжоу    | 亳州市           | Bózhōu shì         |         |
| 5     | Сюаньчэн  | 宣城市           | Xuānchéng shì      |         |
| 6     | Чичжоу    | 池州市           | Chízhōu shì        |         |
| 7     | Чучжоу    | 滁州市           | Chúzhōu shì        |         |
| 8     | Фуян      | 阜阳市           | Fǔyáng shì         |         |
| 9     | Хуайбэй   | 淮北市           | Huáiběi shì        |         |
| 10    | Хуайнань  | 淮南市           | Huáinán shì        |         |
| 11    | Хуаншань  | 黄山市           | Huángshān shì      |         |
| 12    | Луань     | 六安市           | Lù'ān shì          |         |
| 13    | Мааньшань | 马鞍山市         | Mǎ'ānshān shì      |         |
| 14    | Сучжоу    | 宿州市           | Sùzhōu shì         |         |
| 15    | Тунлин    | 铜陵市           | Tónglíng shì       |         |
| 16    | Уху       | 芜湖市           | Wuhú shì           |         |

## Вооружённые силы
В Уху расположен штаб ВВС Восточного военного округа; в Хуаншане — 61-я база Ракетных войск, в Чичжоу — штаб 611-й ракетной бригады; в Хэфэе — Артиллерийская академия и Инженерная академия электроники НОАК, в Бэнбу — танковое училище.

## Экономика
По данным на 2021 год валовый региональный продукт (ВРП) провинции Аньхой составлял 3,868 трлн юаней. Основные отрасли экономики — автомобилестроение, производство строительных материалов, лекарств, продуктов питания, логистика, энергетика, финансовые услуги. В провинции Аньхой базируются производители автомобилей Chery Automobile и JAC Motors, цементная компания Anhui Conch Cement, фармацевтическая компания Zhifei Longcom Biopharmaceutical.
Основной объём внешней торговли и иностранных инвестиций приходится на Аньхойскую пилотную зону свободной торговли. В первой половине 2022 года объём внешней торговли пилотной зоны свободной торговли составил 95,93 млрд юаней (14,2 млрд долл. США), увеличившись на 28,5 % в годовом выражении, а объем фактически использованных прямых зарубежных инвестиций составил 110 млн долл. США.

### Промышленность
В провинции ведётся добыча железной руды, меди, квасцов, серы и фосфоритов. Развиты текстильная и пищевая промышленность, чёрная и цветная металлургия, машиностроение, производство цемента. В Хэфэе имеется автосборочный завод и исследовательский центр компании Volkswagen.

### Сельское хозяйство
Выращиваются рис, пшеница, чай, табак, хлопок. Развиты свиноводство, птицеводство, разведение рыбы в озёрах и прудах. Экспорт пробки.

### Внешняя торговля
В первой половине 2021 года общий объём внешней торговли провинции Аньхой составил 320,57 млрд юаней (около 49,48 млрд долл. США), увеличившись на 31,5 % по сравнению с аналогичным периодом прошлого года. Среди экспортируемых товаров заметно выросла доля электромеханических изделий и высокотехнологичной продукции.
В первом полугодии 2023 года объем внешней торговли провинции Аньхой вырос на 3,4 % в годовом исчислении и составил более 377,55 млрд юаней (52,81 млрд долларов США). Экспорт провинции достиг 251,26 млрд юаней, увеличившись на 14,5 % по сравнению с аналогичным периодом прошлого года, а импорт составил 126,29 млрд юаней, снизившись на 13,4 %. Объем экспорта электромобилей и литий-ионных аккумуляторов вырос в годовом исчислении соответственно на 152,6 % и 187 %, составив 1,69 млрд юаней и 7,5 млрд юаней.
Основными торговыми партнёрами провинции Аньхой являются США, Европейский союз и АСЕАН; основными статьями экспорта — литиевые аккумуляторы, жидкокристаллические дисплеи и электромобили.

## Транспорт
Важное значение имеет морское сообщение между портами Хэфэй и Вильгельмсхафен, а также железнодорожное грузовое сообщение между Аньхой и Западной Европой.

### Железнодорожный
Большинство городов провинции связаны системой грузовых и высокоскоростных поездов. Крупнейшим пассажирским узлом является Южный железнодорожный вокзал города Хэфэй, через который проходит большинство скоростных поездов. Китайское правительство определило Хэфэй ведущим национальным железнодорожным узлом в 2016 году. Кроме того, по данным центрального правительства Китая, в ближайшие 5 лет в Аньхое будет создано не менее 5 региональных железнодорожных узлов.
Поскольку Хэфэй является важным центром китайской системы высокоскоростных поездов, в провинции пересекается несколько важных железнодорожных линий, в том числе:
- Высокоскоростная железная дорога Шанхай — Ухань — Чэнду
- Высокоскоростная железная дорога Хэфэй — Фучжоу
- Высокоскоростная железная дорога Хэфэй — Бэнбу
- Высокоскоростная железная дорога Шанцю — Хэфэй — Ханчжоу
- Высокоскоростная железная дорога Хэфэй — Аньцин — Цзюцзян
- Высокоскоростная железная дорога Хэфэй — Циндао (в процессе строительства)
- Высокоскоростная железная дорога Нанкин — Сиань (в процессе строительства)
- Высокоскоростная железная дорога Луцзян — Тунлин (в процессе строительства)

Грузовые поезда, следующие из Хэфэя в Европу, перевозят автомобильные комплектующие, бытовую электротехнику, компьютеры, игровые приставки, домашних роботов.
В Хэфэе и Уху функционируют метро. Помимо этого, в 9 городах провинции также планируется построить метро в будущем. Хэфэйский метрополитен включает 5 завершённых линий и ещё 10 запланированных. Метрополитен Уху состоит из 2 линий и планируется построить еще 3.

### Автомобильный
Несколько городов провинции Аньхой стали перекрёстком системы скоростных автомобильных дорог Китая. Некоторые важные автомагистрали включают:
- Скоростная дорога Пекин — Тайбэй (G3)
- Скоростная дорога Шанхай — Сиань (G40)
- Скоростная дорога Шанхай — Чэнду (G42)
- Скоростная дорога Чанша — Хэфэй (S24)

Также провинцию пересекают скоростные автомагистрали G4212, G5011, G3W и S17 Бэнбу — Хэфэй, национальные шоссе Годао 206, Годао 312 и Годао 346. Развитая сеть автомобильных дорог послужила причиной, по которой многие логистические и курьерские компании размещают свои подразделения в провинции.

### Авиационный
В провинции функционируют 5 крупных коммерческих аэропортов, ещё 4 крупных аэропорта находятся в стадии строительства. Аэропорты Хэфэй Синьцяо и Хуаншань Туньси являются двумя международными аэропортами.
5 действующих аэропортов:
- Хэфэй Синьцяо
- Хуаншань Туньси
- Фуян Сигуань
- Тяньчжушань
- Чичжоу Цзюхуашань

Растёт значение грузовых авиационных перевозок между аэропортом Хэфэй Синьцяо и городами Европы, Восточной Азии и Южной Америки.

## Культура
Объектами всемирного наследия ЮНЕСКО на территории провинции Аньхой являются гора Хуаншань, старинные деревни на юге провинции Аньхой — Сиди и Хунцунь и отрезок Тунцзицюй Великого канала.
Районами природных достопримечательностей на территории провинции Аньхой являются заповедник Тяньчжушань, горы Хуаншань и Цзюхуашань (одна из четырёх священных гор буддизма), озеро Чаоху.
Известные изделия местной культуры: сюаньская бумага из Цзинсяня, сюаньская кисть, аньхойская тушь из Шэсяня, шэская тушечница, хойчжоуская резьба по дереву, «железная живопись» из Уху, фуянская резьба из бумаги, чай хуаншань маофэн, чай кимун и чай люань гуапянь.

## Наука
Ведущими научно-исследовательскими учреждениями провинции Аньхой являются Научно-технический университет Китая (Хэфэй), Хэфэйский технологический университет, Хэфэйский институт физических наук Китайской академии наук, Аньхойский медицинский университет (Хэфэй), Аньхойский университет (Хэфэй), Аньхойский сельскохозяйственный университет (Хэфэй), Аньхойский научно-технологический университет (Хуайнань), Аньхойский педагогический университет (Уху), Первая аффилированная больница Аньхойского медицинского университета (Хэфэй), Хуайбэйский педагогический университет (Хуайбэй) и Аньхойский технологический университет (Мааньшань).

### Палеоантропология
В местонахождении Хуалундун (Hualongdong) найдены останки Homo erectus: череп HLD 6, похожий на череп Дали (англ. Dali), фрагмент челюсти и зубы с датировкой 200—300 тыс. лет назад. На месте раскопок в округе Дунчжи (Dongzhi County) планируется переоборудовать Хуалундун в национальный объект защиты реликвий, чтобы лучше защищать и изучать окаменелости.